# Frederico Amaral
Frederico Amaral (Ponta Delgada, 14 de julho de 1985) é um actor português.

## Biografia
Formou-se no Curso de Interpretação da Academia Contemporânea do Espectáculo, Porto (2002-2005).  
Participou nas peças “A Resistível Ascensão de Arturo Ui”, de Bertolt Brecht, com encenação de Kuniaki Ida; “The Laramie Project”, de Moisés Kaufman, com encenação de Diogo Infante e Marco d’Almeida, ambos no Teatro do Bolhão.
A sua estreia profissional acontece em Lisboa em 2005, com a peça "1755 - O Grande Terramoto" de Miguel Real e Filomena Oliveira com encenação de Jorge Fraga no Teatro da Trindade. 
No seu currículo conta com peças como "Ruínas" de Sarah Kane; "Contrabando Original" de José Martins Garcia; "Amor de Perdição" de Camilo Castelo Branco; "Os Actores - O que farias para ser um" de Pedro Saavedra; "A Rulote" de Nuno Nunes; "A Bela e o Monstro - Musical" de Paulo Sousa Costa,  "Caixa Forte" e "Noivo por Acaso" de Frederico Pombares, Henrique Dias e Roberto Pereira, onde contracena com Fernando Mendes (ator); "Loucos por Amor" de Sam Shepard; “O Porquê da Coisa” de Nuno Markl; “Tudo ao Molho e Fé em Deus” de Roberto Pereira; “Noivo em Fuga” e “Os Cangalheiros” de Lázaro Matheus; “A Noite” de José Saramago; “O Homúnculo” de Natália Correia; O Amante do meu Marido de Rodolfo da Rocha Carvalho. “A Família Addams” com encenação de Ricardo Neves Neves. 
Em teatro foi também dirigido por  António Capelo, João Paulo Costa, Joana Providência, Denis Chabroullet, Sandra Mladenovic, Rogério de Carvalho, António Melo, Carlos Cunha (ator), Celso Cleto, Sara Gonçalves, Paulo Matos, entre outros.

## Televisão
| Ano         | Projeto                   | Papel                 | Notas            | Canal   |
| ----------- | ------------------------- | --------------------- | ---------------- | ------- |
| 2006        | Dei-te Quase Tudo         | Assaltante            | Elenco Adicional | TVI     |
| 2009        | Rebelde Way               | Segurança             | Elenco Adicional | SIC     |
| 2011        | Liberdade 21              | Livío Sousa           | Elenco Adicional | RTP1    |
| 2011        | Inimigo Público           | Repórter              | Elenco Adicional | Canal Q |
| 2011        | Laços de Sangue           | Sacristão             | Elenco Adicional | SIC     |
| 2013        | Uma Família Açoriana      | Arthur Salgado        | Elenco Principal | RTP1    |
| 2013        | Destinos Cruzados         | Henrique Sampaio      | Elenco Adicional | TVI     |
| 2013 - 2014 | I Love It                 | Rodolfo Macedo (Rena) | Co- Protagonista | TVI     |
| 2014        | Jardins Proibidos         | André                 | Elenco Adicional | TVI     |
| 2015        | Mar Salgado               | Leonel                | Elenco Adicional | SIC     |
| 2016        | Coração d'Ouro            | Leonardo              | Elenco Adicional | SIC     |
| 2016        | A Única Mulher            | Yuri                  | Elenco Adicional | TVI     |
| 2017 - 2018 | O Sábio                   | Rui Domingos          | Elenco Principal | RTP1    |
| 2019 - 2020 | Patrulha da Noite         | Vários Papéis         | Elenco Principal | RTP1    |
| 2021 / 2023 | Festa É Festa             | Luís Macedo           | Elenco Adicional | TVI     |
| 2021        | Até que a Vida Nos Separe | Capistano 40's        | Elenco Adicional | RTP1    |
| 2021 - 2022 | Amor Amor                 | Inspetor Coelho       | Elenco Adicional | SIC     |
| 2023        | Flor sem Tempo            | Amadeus               | Elenco Adicional | SIC     |
| 2024-2025   | Salto de Fé               | Moisés                | Elenco Principal | RTP1    |
|             |                           |                       |                  |         |

## Cinema
- The Happiest Man de Sofia Caetano personagem Parnach (Spectacular House, 2025)
- O Vento Assobiando nas Gruas de Lídia Jorge. Realização: Jeanne Waltz, personagem GNR (C.R.I.M, 2023/2024)

- L’Enfant de  MARGUERITE DE HILLERIN e FÉLIX DUTILLOY-LIEGEOIS personagem Martim (Leopardo Filmes/Alfama Films, 2021)
- Un Figlio di Nome Erasmus de Alberto Ferrari, personagem Juvenile Court’s Clerk (Vivi Film, 2019)
- O Livreiro de Santiago de Zeca Medeiros, personagem Nicanor Parra'(Palco de Ilusões/RTP, 2015)
- Benoît Brisefer: Les taxis rouges de Manuel Pradal, personagem Passager bâteau (Lambart Productions, 2014)
- A Viagem Autonómica de Filipe Tavares, personagem Gonçalo Cabral (Ventoencanado Produções, 2013) - Protagonista
- Dédalo de Jerónimo Rocha, personagem Panmorphya Zenopod (Take it Easy, 2013)
- Uma Aventura na Casa Assombrada de Carlos Coelho da Silva, personagem Hernán Cortés (VCFilmes, 2009)
- Anthero - O Palácio da Ventura de Zeca Medeiros, personagem Saltimbanco (RTP, Telefilme, 2009)

## Streaming
| Ano  | Projeto       | Papel    | Notas             | Canal   |
| ---- | ------------- | -------- | ----------------- | ------- |
| 2023 | Rabo de Peixe | Ferrugem | Elenco Secundário | Netflix |

## Publicidade
- Placard.pt “Apostas em quê?” (2023-2025)
- CTT “Casa de Sonho” (2019)
- Logo (2017)
- Bledina (2016)
- Nos “Star Wars” (2015)
- Imovirtual (2015)
- Minipreço “Castelo” (2013)
- Meo “Familia” (2013)
- Vaqueiro “Sabores” (2012/14)
- Vodafone “Roucos” (2011)
- Moviflor “Natal” (2009)
- Clix “Leão Marinho” (2009)
- Pizza Hut “Inspiração” (2008)
- Associação Encontrar-se (2007)
- Queijo Saloio “Ajuda” (2007)
- Sumol “Luz-Lupa” (2006)
- Mcdonald´s “Esquecidos” (2005)
- Ikea "Grito" (2005)

## Teatro
2016 - Loucos por Amor de Sam Shepard; Encenação: António Melo; Local: Sociedade Guilherme Cossoul; Elenco: Orlando Costa, João Catarré; Iolanda Laranjeiro; Frederico Amaral.